# Escobaria deserti
Escobaria deserti (Engelm.) Buxb. 1951 es una especie de planta fanerógama de la familia Cactaceae. 

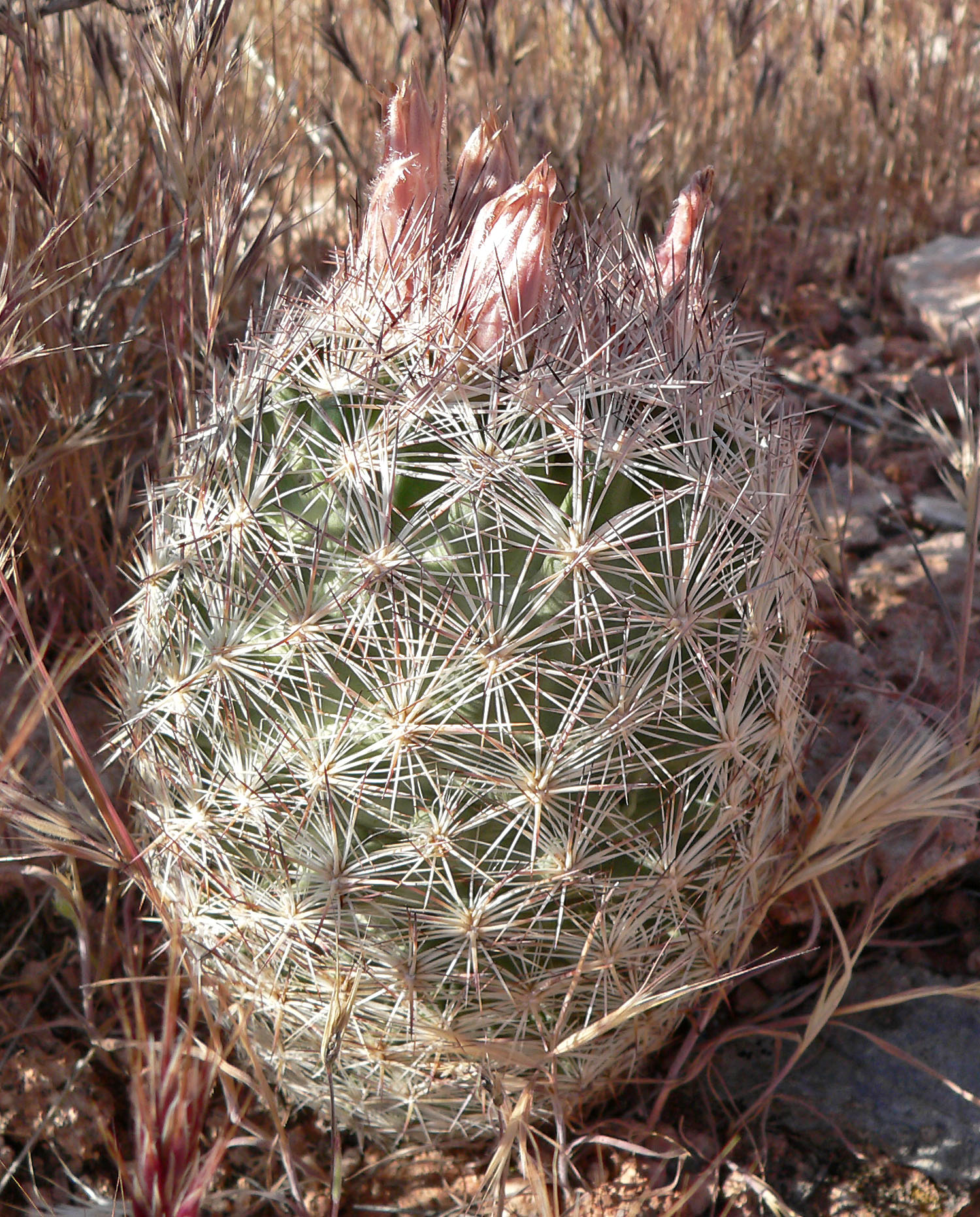
Vista de la planta en su hábitat

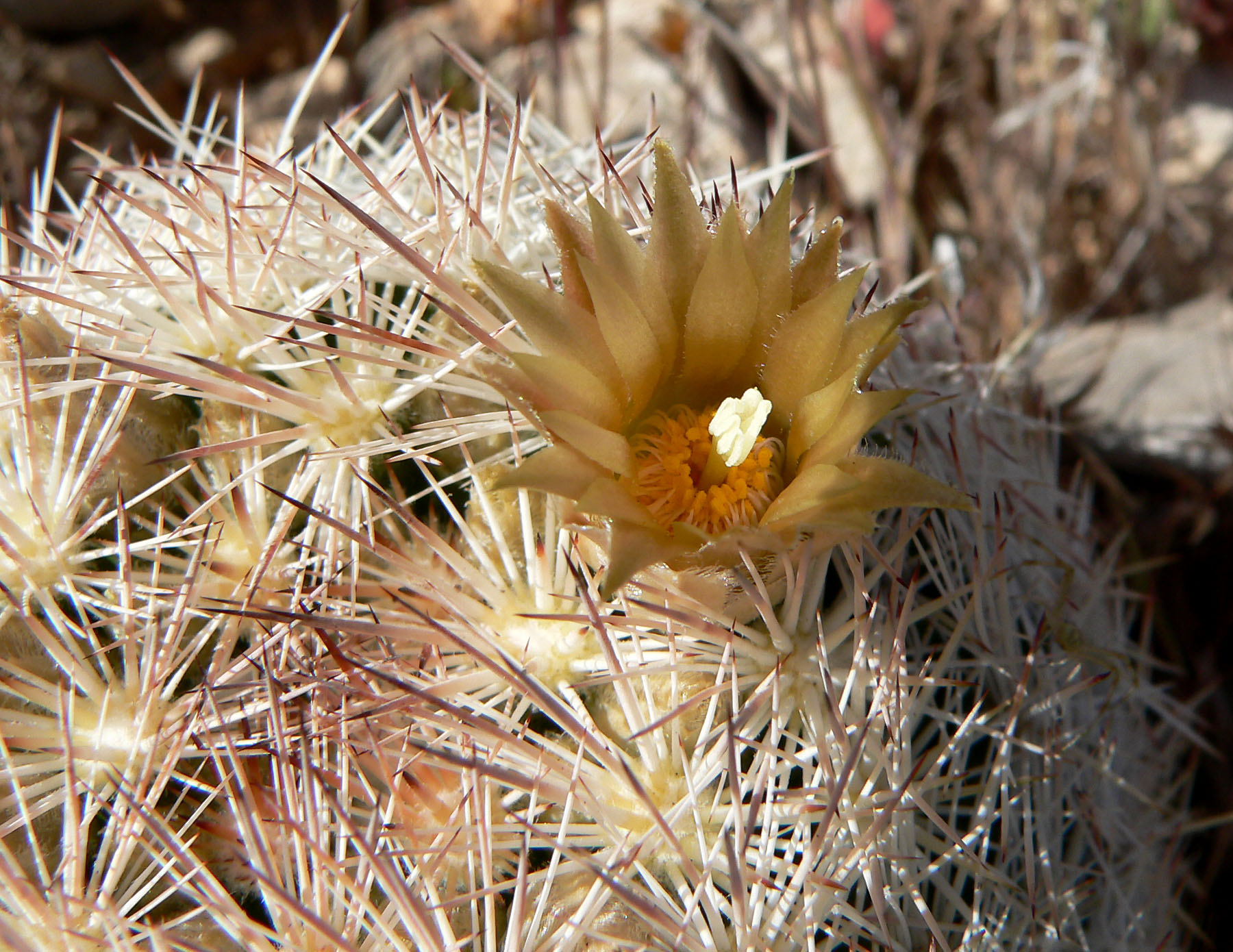
Vista de la flor

## Descripción
Escobaria deserti crece de forma individual. Los tallos son cilíndricos  y  alcanzan un tamaño de entre 8 y 15 centímetros de altura y 6-9 cm de diámetro. Sus areolas son de 15 a 18 milímetros de largo. Las espinas se pueden distinguir con dificultad entre espinas centrales y radiales. Las cuatro a seis fuertes espinas centrales son blancas tienen una punta de color rojo y una longitud de 1,2 a 2 centímetros. Las 12 a 20 espinas radiales son blancas y de 1 a 1,2 centímetros de largo. Las flores son de color amarillo-verdoso al amarillo paja,  marrón o de color óxido y tienen un diámetro de 2,5 a 4,5 centímetros. Las frutas miden hasta 2.5 cm de largo.

## Distribución
Es nativa de Arizona, California, Nevada y Utah en Estados Unidos.

## Taxonomía
Escobaria deserti fue descrita por (Engelm.) Buxb. y publicado en Oesterreichische Botanische Zeitschrift 98: 78, en el año 1951.
Etimología
Escobaria: nombre genérico otorgado en honor de los agrónomos mexicanos Rómulo Escobar Zerman (1882–1946) y Numa Pompilio Escobar Zerman (1874–1949).
deserti: epíteto que deriva del latín y significa "desierto", donde se refiere a su hábitat.
Sinonimia
- Mammillaria deserti Engelm. (1880) (basónimo)
- Cactus radiosus var. deserti (Engelm.) J.M.Coult. (1894)
- Mammillaria radiosa var. deserti (Engelm.) K.Schum. (1898)
- Coryphantha deserti (Engelm.) Britton & Rose (1923)
- Coryphantha vivipara var. deserti (Engelm.) W.T.Marshall (1950)
- Escobaria vivipara var. deserti (Engelm.) D.R.Hunt (1978)
- Escobaria vivipara
- Mammillaria chlorantha
- Coryphantha chlorantha
- Escobaria chlorantha[3][4][5]